# Henry Marten (morto em 1641)
Sir Henry Marten ou Henry Martin (c. 1562 – 26 de setembro de 1641) foi um advogado, juiz e político inglês que teve assento na  Câmara dos Comuns de Inglaterra em diversas ocasiões entre 1586 e 1640. Foi o pai de Henry Marten, um dos signatários mais notórios da pena de morte do rei Carlos I em 1649.
Nasceu provavelmente em Londres e supõe-se que era filho de Anthony Marten e da sua esposa Anne Jacob, filha de John Jacob, de Bishop's Stortford. O pai era um comerciante de Londres, originário de Wokingham. Estudou no Colégio Winchester e matriculou-se no New College da Universidade de Oxford a 24 de novembro de 1581, quando tinha 19 anos, onde começou a estudar direito civil e canónico em 1582. Obteve o diploma de Bachelor of Civil Law (BCL; bacharelato em direito civil) em 1587 e o de Doctor of Civil Law (DCL; doutor em direito civil) em 1592. Foi aceite como membro do College of Advocates (Colégio ou Ordem dos Advogados) a 16 de outubro de 1596. Adquiriu uma grande prática como barrister (advogado) no Almirantado e em tribunais superiores. Foi nomeado arcediago de Berkshire.
Foi eleito deputado à Câmara dos Comuns pelo círculo eleitoral de Wilton (Wiltshire) em 1586/1587 e pelo círculo de Wootton Basset (igualmente no Wiltshire) em 1604, mantendo-se neste cargo até 1611.
A 3 de março de 1609 Marten tornou-se advogado do rei e em março de 1613 foi enviado ao estrangeiro numa viagem relacionada com as negociações de casamento da princesa Isabel. Em 1616 foi nomeado chanceler da diocese de Londres. Foi armado cavaleiro no palácio de Theobalds a 21 de dezembro de 1616. Em 1617 foi nomeado juiz do tribunal do Almirantado. Depois disso foi feito membro do tribunal de apelação e Dean of the Arches.
Marten investiu em terras no condado de Berkshire, começando por comprar uma propriedade em West Challow, no Vale of White Horse, adquirindo depois, por 9 500 libras a mansão Longworth House, em Longworth e posteriormente a Hinton Waldrist Manor.
Em 1625 foi eleito deputado à Câmara dos Comuns por St Germans e apoiou Sir John Eliot nos seus ataques a Jorge Villiers. O tom dos seus discursos foi descrito como "cuidadosamente moderado". Enquanto o parlamento esteve suspenso em 1626, esteve envolvido na prisão de Sir Robert Howard pelo tribunal supremo. Quando foi reeleito deputado, novamente por St Germans, em 1626, houve uma tentativa para o afastar devido ao caso de Howard. Alegou ignorar a distinção entre suspensão e dissolução e foi autorizado a tomar o seu assento parlamentar. Em 1628 foi eleito deputado pela Universidade de Oxford, tomando parte nos debates sobre a Petition of Right (petição dos direitos), que impunha restrições à ação do rei sobre alguns direitos. Esteve no parlamento até 1629, quando o rei Carlos I ordenou a dissolução do parlamento que duraria onze anos.
Em abril de 1640, Marten foi eleito por St Ives para o chamado Parlamento curto. Não faria parte do Parlamento longo, que o multou em 250 £ pela sua participação no caso de Sir Robert Howard.
Henry Marten morreu em 1641 e foi sepultado na igreja de Longworth. Foi casado com Elizabeth Weld, com quem teve dois filhos e três filhas.